# ミミックIII
『ミミックIII』（原題：Mimic 3: Sentinel）は、2003年のアメリカ合衆国のSFホラー映画（ビデオスルー）。ドナルド・A・ウォルハイムの同名の短編小説に触発されて作られた映画作品である。『ミミック』（1997年）と『ミミック2』（2001年）に続く3作目であり、2003年10月14日にVHSとDVDの形式で発売された。監督・脚本はJ・T・ペティ、出演はカール・ゲアリー、アレクシス・ジーナ、ランス・ヘンリクセンなど。
本作では前2作の設定と異なり、前2作のアクション・ホラージャンルではなく、アルフレッド・ヒッチコックの名作『裏窓』のような雰囲気になっている。
日本では劇場未公開。2004年10月15日に株式会社フルメディアから『ミミックIII』のタイトルでVHS（日本語字幕版：FMVR-1235／日本語吹替版：FMVR-1236）が発売されており、レンタルDVD（FMDR-9077）も同日レンタル開始。10月22日にDVD（BBBF-5120）が発売された。パッケージとポスターのキャッチコピーは「ユダは三度飛来する」。未だにブルーレイが発売されていない。

## キャスト
| 役名                 | 俳優                 | 日本語吹き替え                      |
| -------------------- | -------------------- | ----------------------------------- |
| マーヴィン           | カール・ゲアリー     | 川島得愛                            |
| ロージー             | アレクシス・ジーナ   | 永島由子                            |
| シモン               | アマンダ・プラマー   | 滝沢ロコ                            |
| カーメン             | レベッカ・メイダー   | 中村千絵                            |
| ゴミ収集人           | ランス・ヘンリクセン | 田原アルノ                          |
| デュマース刑事       | ジョン・カペロス     | 石波義人                            |
| デズモンド           | キース・ロビンソン   |                                     |
| その他               | N/A                  | 安田将吾、宮崎勇介 足立千尋、伴裕介 |
| 日本語版制作スタッフ |                      |                                     |
| 演出                 | 演出                 | 中村光宏                            |
| 字幕翻訳             | 字幕翻訳             | 岡田壯平                            |
| 吹替翻訳             | 吹替翻訳             | 子安則子                            |
| 制作                 | 制作                 | ヴイ・ビジョンスタジオ              |

## スタッフ
- 監督：J・T・ペティ（英語版）
- 製作総指揮：ニック・フィリップス、アンドリュー・ローナ
- 製作：Ｗ・Ｋ・ボーダー、ロン・シュミット
- 原作：ドナルド・A・ウォルハイム
- 脚本：J・T・ペティ
- 音楽：ヘニング・ローナー（英語版）
- 撮影：アレクサンドル・ステリアン
- 編集：カーク・M・モーリ（ドイツ語版）
- 特殊視覚効果：ジェイミソン・スコット・ゴエイ
- 衣装デザイン：オアナ・ポーネスク
- メイクアップ：ゲイリー・タニクリフ

## 特典映像
- メイキング映像
- オリジナルトレーラー
- 日本劇場トレーラー